# Документальная ревизия в правоохранительной деятельности
Документальная ревизия (иногда, просто ревизия) — это наиболее полная форма последующего финансового контроля. Под документальной ревизией понимают систему контрольных действий по проверке законности и обоснованности хозяйственных операций ревизуемой организации, правильности их отражения в бухгалтерском учёте и отчётности. Документальная ревизия может быть одним из методов сбора доказательств при расследовании уголовного дела об экономическом преступлении.

## Бухгалтерские знания и правоприменительная практика
Специальные бухгалтерские знания — это совокупность знаний, умений и навыков в области бухгалтерского учёта, использование которых обеспечивает исследование процессов и явлений финансовой и хозяйственной деятельности экономических субъектов в целях выявления, предупреждения и раскрытия преступлений в сфере экономики.
Деятельность юриста-практика в состязательном процессе преимущественно направлена на собирание и оценку доказательств. Под доказательством понимается всякий факт, имеющий назначение вызвать в судье убеждение в существовании (несуществовании) какого-либо обстоятельства, составляющего предмет судебного исследования. Этой цели служат и бухгалтерские знания.
При их использовании необходимо соблюдать ряд принципов:
- необходим надлежащий субъект получения доказательств,
- требуется надлежащий источник доказательств,
- должна быть надлежащая процедура получения доказательств,
- недопустимы доказательства, содержащие сведения неизвестного происхождения,
- недопустимы предубеждение, заинтересованность,
- сомнения в доказанности факта должны означать его недоказанность.

Одной из форм использования специальных бухгалтерских знаний в правоохранительной деятельности является документальная ревизия. Особенности назначения, осуществления и подведения итогов документальной ревизии, проводимой по требованию правоохранительных органов, освещаются в настоящей статье.

## Назначение ревизии по требованию правоохранительных органов
В соответствии с действующим уголовно-процессуальным законодательством, следователь, суд в целях собирания доказательств могут потребовать проведения внеплановой ревизии по находящемуся в производстве уголовному делу. В государственных учреждениях такая внеплановая ревизия, как правило, проводится контрольно-ревизионными органами вышестоящих организаций (при необходимости — «через голову»). В этом случае следователь выносит постановление о назначении документальной ревизии, которое направляется соответствующему должностному лицу, полномочному назначить ревизию. В коммерческих организациях ревизии в рамках следствия по уголовным делам могут проводиться силами экспертно-криминалистических центров структуры министерства внутренних дел, либо возможно привлечение специалистов территориальных контрольно-ревизионных органов министерства финансов; документальным основанием будет также являться постановление следователя.

## Фактические основания для назначения ревизии
Фактическими основаниями для назначения следователем документальной ревизии могут быть:
- Наличие в уголовном деле данных об отдельных фактах хищений, злоупотреблений, подлогов, из которых вытекает необходимость проверки по первичным документам деятельности организации или отдельных её сторон, действий отдельных должностных лиц.
- Обоснованное ходатайство обвиняемого о проверке его показаний, опровергающих предъявленное обвинение или возникшее подозрение.
- Необходимость проверки признательных показаний обвиняемого о совершении преступных действий с использованием бухгалтерских документов (признание обвиняемым своей вины, согласно уголовно-процессуальному законодательству, является лишь одним из доказательств и должно обязательно сопоставляться с другими доказательствами).
- Обнаружение преступных связей проверяемого объекта с другими организациями, включёнными в сферу расследования.
- Установление факта работы обвиняемого в другой организации на аналогичной должности.
- Сообщение эксперта-бухгалтера о невозможности дать заключение по поставленным перед ним вопросам без предварительного проведения ревизии.

## Отличительные особенности ревизии, назначенной по требованию правоохранительных органов
| Признак                               | Ревизия как метод управленческого контроля                                       | Ревизия по требованию правоохранительных органов                                                                                |
| ------------------------------------- | -------------------------------------------------------------------------------- | --- |
| Сущность                              | Метод управления хозяйством                                                      | Способ сбора доказательств |
| Задачи                                | Проверка законности и правильности хозяйственных операций, финансовой дисциплины | Установление доказательств фактов хищений и злоупотреблений                                                                     |
| Основание                             | График контрольно-ревизионной работы                                             | Наличие данных о признаках преступления                                                                                         |
| Содержание плана ревизии              | Типовой; исходя из хозяйственной целесообразности                                | Определяется интересами расследования                                                                                           |
| Методика                              | Определяется ревизором самостоятельно                                            | Может быть рекомендована следователем (без ущемления прав ревизора)                                                             |
| Время начала                          | На плановой основе — согласно графику (может быть секретным)                     | Исходя из тактических соображений                                                                                               |
| Длительность                          | Как правило, не более 45 дней                                                    | От нескольких дней до 1 года |
| Оценка реальных перспектив            | Выявление несущественных нарушений (в большинстве случаев)                       | Выявление конкретных данных, так как ревизия носит целенаправленный характер                                                    |
| Ход ревизии                           | Не контролируется, оценивается только результат (акт ревизии)                    | Контролируется следователем, осуществляющим взаимодействие с ревизором при осуществлении следственных действий                  |
| Оценка результатов и принятие решений | Принимаются управленческие решения                                               | Результаты оцениваются критически, сравниваются с оперативными и следственными данными; принимаются юридически значимые решения |

## Права проверяемых лиц
Права проверяемых лиц в ходе документальной ревизии, проводимой по требованию правоохранительных органов:
- Давать объяснения как в устной, так и в письменной форме.
- Знакомиться со всеми документами, послужившими основанием для выводов ревизора о недостатках или злоупотреблениях.
- Знакомиться с актом ревизии и представлять в письменной форме объяснения, замечания и возражения.
- Присутствовать при инвентаризациях, контрольных обмерах, контрольных запусках сырья в производство и других действиях ревизора, направленных на проверку служебной деятельности этого лица.

## Подготовка к проведению документальной ревизии
При назначении первичной документальной ревизии следователь должен располагать:
- обоснованной версией о способе совершения преступления,
- достаточно полными и достоверными данными о том, что расследуемое преступление оставило определённые следы в бухгалтерских документах.

Следователь предварительно разрабатывает задание ревизору, определяет круг вопросов, подлежащих проверке в ходе ревизии. Ревизор может принимать участие в предварительном изучении изъятых документов проверяемой организации.
Действия следователя по подготовке проведения документальной ревизии и обеспечению её эффективности:
- Проведение допросов, осмотров и других следственных действий.
- Изучение внутренних инструкций и правил в системе того ведомства, в котором находится организация, подлежащая проверке.
- Обеспечение сохранности бухгалтерских документов (визирование, изъятие, опечатывание мест хранения).
- Обеспечение объективности ревизора (преодоление предубеждённости, пресечение возможного давления на него со стороны проверяемых лиц).
- Обеспечение координации ревизионных и следственных действий.

## Взаимодействие следователя и ревизора в процессе проведения ревизии
Программа ревизии составляется руководителем ревизионной группы и согласовывается со следователем.
Вопросы, согласуемые следователем и ревизором:
- внезапность начала проведения ревизии,
- одновременный охват ревизионными действиями ряда объектов,
- очерёдность и сроки проведения конкретных ревизионных действий,
- вызов определённых лиц для получения объяснений,
- обращение в другие организации для осуществления встречных проверок и получения справок.

При проведении ревизии следователь обеспечивает:
- поиск адресов по запросам ревизора,
- присутствие должностных и материально ответственных лиц (в том числе уволенных ко времени проведения ревизии),
- получение объяснений от указанных лиц.

Во время производства ревизии в процессе расследования следователь должен:
- сочетать использование ревизии с применением других средств доказывания в целях более глубокого, всестороннего и быстрого расследования обстоятельств преступления,
- направлять работу ревизора на основе собираемых по делу данных и потребностей расследования,
- по мере выявления ревизором тех или иных обстоятельств, имеющих значение для дела, проводить их необходимую проверку, не дожидаясь окончания ревизии.

## Оценка акта ревизии
Акт документальной ревизии оценивается следователем (судом) исходя из следующих критериев:
- С правовой позиции -
  - полномочно ли лицо, составившее акт, осуществлять контрольные действия,
  - содержит ли акт ревизии сведения о фактах, имеющих значение для правильного разрешения дела,
  - является ли акт ревизии документально обоснованным,
  - является ли применённая методика выявления фактов научно обоснованной;
- По существу -
  - выполнено ли поставленное перед ревизором задание,
  - на основе каких фактов сделаны выводы и вытекают ли они из фактов,
  - правильно ли применены методы проверки,
  - какими документами или иными материалами подтверждаются выявленные факты, можно ли их считать достоверно установленными,
  - не содержит ли акт ревизии противоречий.
  - оспаривают ли выводы ревизии проверяемые лица и опровергнуты ли их возражения ревизором,
  - имеются ли данные, ставящие под сомнение доброкачественность ревизионных материалов.

## Основания для дополнительной (повторной) ревизии
Дополнительная ревизия может быть назначена в целях уточнения выводов первичной ревизии, поиска дополнительной информации по рассмотренным вопросам; обычно проводится той же ревизионной группой. Повторная ревизия назначается в случаях обоснованных сомнений в качестве первичной ревизии, проводится по тем же вопросам заново другим составом ревизионной группы. Назначение повторной ревизии также возможно в случае наличия аргументированных возражений проверяемых лиц против выводов первичной ревизии.
Фактическим основанием для проведения дополнительной (повторной) ревизии может быть:
- противоречия между выводами по акту ревизии и другими материалами дела,
- проведение ревизии в отсутствие заинтересованного лица (кроме тех случаев, когда установлено, что такое лицо преднамеренно уклонялось от участия в ревизионных действиях),
- поверхностность первичной ревизии, то есть проверка по отчётным документам, а не по первичным,
- неприменение ревизором тех приёмов и методов, которые могут способствовать выявлению следов преступной деятельности,
- проведение ревизии без участия специалистов в других областях знаний, когда такое участие было необходимо,
- неполнота ревизии, то есть проверка не всех направлений деятельности,
- наличие обоснованных возражений по существу выводов ревизии со стороны обвиняемого,
- проведение первичной ревизии выборочным способом, если следовательсчитает необходимой сплошную проверку.

## Возбуждение уголовного дела по материалам плановой ревизии
С другой стороны, материалы плановой ревизии, в свою очередь, могут служить поводом к возбуждению уголовного дела о преступлении. В этом случае материалы, передаваемые в правоохранительные органы, должны содержать:
- письменное сообщение (заявление) за подписью руководителя организации, в котором кратко излагается суть выявленных нарушений законодательства,
- подлинник акта ревизии, оформленный и подписанный надлежащим образом (с приложениями),
- объяснения и возражения должностных лиц по акту ревизии.

По переданному в правоохранительные органы акту ревизии в десятидневный срок должно быть принято решение.